# Янагава (княжество)

Мон рода Танака

Мон рода Татибана

Княжество Янагава (яп. 柳河藩 Янагава-хан) — феодальное княжество (хан) в Японии периода Эдо (1600—1871). Ямагава-хан располагался в провинции Тикуго (современная префектура Фукуока) на острове Кюсю.

## Краткая история
- Административный центр княжества: город Янагава (современный город Янагава, префектура Фукуока).

- Доход хана:

1600—1620 годы — 320 тысяч коку риса
1620—1871 годы — 109 тысяч коку риса
Первым правителем княжества Янагава стал Танака Ёсимаса (1548—1609), вассал и военачальник сёгуна Токугава Иэясу. В 1609 году ему наследовал его четвертый сын Танака Тадамаса (1585—1620), который скончался, не оставив наследников.
Род Танака были тодзама-даймё и имел статус правителей провинции (国主).
В 1620 году новым даймё Янагава-хана был назначен Татибана Мунэсигэ (1567—1643), зять Татибана Досэцу (1513—1585). Мунэсигэ был сыном Такахаси Сигэтанэ (1548—1586) и носил имя — Сэнкумару. Он женился на Гинитиё (1569—1602), дочери Татибана Досэцу, став после смерти тестя главой рода Татибана под именем Мунэсигэ. Ранее Татибана Мунэсигэ управлял княжеством Танагура-хан в провинции Муцу (1603—1620). Потомки последнего управляли княжеством до 1871 года.
Род Татибана принадлежал к тодзама-даймё и имел статус правителей провинции (国主). Главы клана имели право присутствовать в большом зале аудиенции сёгуна.
В 1871 году после административно-политической реформы Янагава-хан был ликвидирован. Территория княжества была включена в состав префектуры Фукуока.

## Список даймё
- Род Танака, 1600—1620 (тодзама-даймё)

| № | Имя             | Имя      | Годы правления | Годы жизни  | Примечания                |
| - | --------------- | -------- | -------------- | ----------- | ------------------------- |
| 1 | Танака Ёсимаса  | 田中吉政 | 1600 — 1609    | 1548 — 1609 | Сын Танака Сигэмаса       |
| 2 | Танака Тадамаса | 田中忠政 | 1609 — 1620    | 1585 — 1620 | Четвертый сын предыдущего |

- Род Татибана (1620—1871) (тодзама-даймё)

| №  | Имя               | Имя         | Годы правления | Годы жизни       | Примечания                                                        |
| -- | ----------------- | ----------- | -------------- | ---------------- | ----------------------------------------------------------------- |
| 1  | Татибана Мунэсигэ | 立花宗茂    | 1620 — 1638    | 1567 — 1643      | Старший сын Такахаси Сигэтанэ, усыновлен Татибана Досэцу          |
| 2  | Татибана Тадасигэ | 立花忠茂    | 1638 — 1664    | 1612 — 1675      | Племянник и приемный сын предыдущего                              |
| 3  | Татибана Акитора  | 立花鑑虎    | 1664 — 1696    | 1646 — 1702      | Четвертый сын Татибана Тадасигэ                                   |
| 4  | Татибана Акито    | 立花鑑任    | 1696 — 1721    | 1683 — 1721      | Второй сын предыдущего                                            |
| 5  | Татибана Садаёси  | 立花貞俶    | 1721 — 1744    | 1698 — 1744      | Сын Татибана Садаакири, внук Татибана Тадасигэ                    |
| 6  | Татибана Саданори | 立花貞則    | 1744 — 1746    | 1725/1727 — 1746 | Второй сын предыдущего                                            |
| 7  | Татибана Акинао   | 立花鑑通    | 1746 — 1797    | 1730 — 1798      | Третий сын Татибана Садаёси, младший брат предыдущего             |
| 8  | Татибана Акихиса  | 立花鑑寿    | 1797 — 1820    | 1769 — 1820      | Пятый сын предыдущего                                             |
| 9  | Татибана Акиката  | 立花鑑賢    | 1820 — 1830    | 1789 — 1830      | Старший сын Татибана Акикадзу, внук Татибана Акинао               |
| 10 | Татибана Акихиро  | 立 花 鑑 広 | 1830 — 1833    | 1823 — 1833      | Старший сын Татибаны Акикаты                                      |
| 11 | Татибана Акинобу  | 立 花 鑑 備 | 1833 — 1845    | 1827 — 1846      | Второй сын Татибаны Акикаты                                       |
| 12 | Татибана Акимото  | 立 花 鑑 寛 | 1845 — 1871    | 1829 — 1909      | Второй сын Татибаны Хисаёси (1801—1831), приёмный сын предыдущего |